# Pour Out a Little Liquor
«Pour Out a Little Liquor» — перший сингл американського реп-гурту Thug Life з їхнього дебютного студійного альбому Thug Life: Volume 1, виданий 23 серпня 1994 р. Пісню присвячено всім померлим друзям виконавців. На трек існує кліп, знятий у тому стилі, що й відео на перший сольний окремок Тупака «Brenda's Got a Baby» — повністю чорно-білим. У 1994 «Pour Out a Little Liquor» потрапила до саундтреку фільму «Через край».

## Список пісень
1. «Pour Out a Little Liquor» (Radio Version)
2. «Pour Out a Little Liquor» (LP Version)
3. «Pour Out a Little Liquor» (Madukey Mix)
4. «Pour Out a Little Liquor» (Madukey Instrumental)
5. «Shit Don't Stop» (з участю Y.N.V.)